# Dragonerkaserne Darmstadt
Die ehemalige Dragonerkaserne in der Fritz-Bauer-Straße 36 (bis 30. April 2023 Hindenburgstraße 36) ist ein Bauwerk in Darmstadt.

## Geschichte und Beschreibung
Die ehemalige Dragonerkaserne wurde in den Jahren 1825 bis 1827 nach Plänen des Architekten Franz Heger erbaut. Die Kaserne ist der Rest einer Reihe von Heger geplanten Kasernengebäuden in Darmstadt.
Erhalten geblieben ist ein Teil des rückwärtigen zweigeschossigen Gebäudetrakts.
Typische Details des alten Gebäudetrakts sind:
- das sichtbare Bruchsteinmauerwerk des Kasernengebäudes war ursprünglich verputzt; wurde aber bald wieder freigelegt
- der Fassadenausschnitt zur Hindenburgstraße hin zeigt noch vier gekuppelte Rundbogenfenster neben drei einfachen Fenstern
- die Gewände bestehen aus Sandstein
- beide Geschosse teilt ein Gurtgesims

Die Dachzone der Dragonerkaserne wurde entstellend erneuert.

## Denkmalschutz
Die ehemalige Dragonerkaserne ist ein typisches Beispiel für den Kasernenbau im frühen 19. Jahrhundert in Darmstadt.
Aus architektonischen und stadtgeschichtlichen Gründen ist das Kasernengebäude ein Kulturdenkmal.